# بازار بافت تاریخی دهدشت
بازار بافت تاریخی دهدشت مربوط به دوره صفوی است و در دهدشت، مجاور مسجد جامع، بافت قدیم واقع شده و این اثر در تاریخ ۱۲ بهمن ۱۳۸۱ با شمارهٔ ثبت ۷۴۷۴ به‌عنوان یکی از آثار ملی ایران به ثبت رسیده است.